# Operclipygus plaumanni
Operclipygus plaumanni (лат.) — вид мелких жуков-карапузиков из подсемейства Histerinae, (Exosternini). Южная Америка: юго-восточная Бразилия. Вид назван в честь известного немецкого коллекционера Фрица Плауманна (Fritz Plaumann, 1902—1994), который жил в Новой Тевтонии (штат Санта-Катарина), где в 1941, 1949 и 1952 годах собрал типовую серию.

## Описание
Длина 1,62—1,93 мм, ширина 1,37—1,65 мм. Цвет красновато-коричневый. От близких видов отличается следующими признаками: у самцов отверстие срединной пронотальной железы находится на конце короткого вдавления, идущего косо от переднего пронотального края, углубление гладкое, не гранулированное; передняя субмаргинальная полоса присутствует, изгибается параллельно углублению; маргинальная пигидиальная борозда очень слабая; переднеспинка лишена грубых боковых точек. Ассоциированы с муравьями рода Acromyrmex. Вид был впервые описан в 2013 году энтомологами Майклом Катерино (Michael S. Caterino) и Алексеем Тищечкиным (Santa Barbara Museum of Natural History, Санта-Барбара, США). Вид O. plaumanni был отнесён к группе видов Operclipygus mirabilis, близок к видам Operclipygus sinuatus и Operclipygus schlingeri.